# El Huixmí
El Huixmí es una localidad mexicana, perteneciente al municipio de Pachuca de Soto en el estado de Hidalgo.

## Toponimia
En otomí: Uixmi que significa "nido de víboras"

## Historia
Es probable que la comunidad prestara sus servicios en la hacienda de Pitahayas. La comunidad fue dotada con terrenos de labor, después de haberlo solicitado el 27 de enero de 1931 al gobernador Bartolomé Vargas Lugo. El 28 de agosto de 1937, la comunidad solicitó una ampliación de los ejidos. El 31 del mismo mes se realizó el expediente respectivo y la instancia apareció publicada en el Periódico Oficial del Gobierno del Estado de Hidalgo el 24 de octubre de 1937. La escuela primaria rural nombrada en honor al general Ignacio Zaragoza, se fundó el 23 de octubre de 1942.
Distintas adjudicaciones ejidales en favor de otros, fueron publicadas el 30 de enero de 1962 y 25 de agosto de 1975 en el Diario Oficial de la Federación, en éstas se menciona tanto los nombres de los afectados como de los nuevos beneficiados. En 1980, se reducirían los terrenos ejidales en 1.43 hectáreas, debido a la expropiación por causa de utilidad pública en favor de Petróleos Mexicanos.
En 1996 se da la creación de la primera celda oficial del Relleno Sanitario Municipal de Pachuca, en terrenos ejidales de El Huixmí. Siguiendo los lineamientos federales, durante 1999 y 2005 se realizaron acciones que llevaron al acaparamiento y a la transformación del suelo bajo la dirección del Instituto de Vivienda, Desarrollo Urbano y Asentamientos Humanos del Estado de Hidalgo (Invidah). Para la localidad de El Huixmí fueron autorizados 1,022 lotes habitacionales desde la creación de Invidah en 1999 hasta 2012.

## Geografía
El Huixmí está localizado al oriente de territorio del municipal de Pachuca de Soto. La localidad se encuentra a una altitud media de 2454 metros sobre el nivel del mar y se encuentra en las coordenadas 20° 04’ 34.088” de latitud norte y 98° 49’ 11.881” de longitud oeste. Se encuentra en la región geográfica de la Cuenca de México (Valle de Tizayuca).
En cuanto a fisiografía se encuentra en la provincia del Eje Neovolcánico, dentro de la subprovincia del Llanuras y Sierras de Querétaro e Hidalgo; su terreno es de sierra. En lo que respecta a la hidrología se encuentra posicionado en la región del Pánuco, dentro de la cuenca el río Moctezuma, y en la subcuenca del río Tezontepec.
Tiene un clima semiseco templado, su temperatura promedio anual es de 14.8 grados centígrados; su precipitación  pluvial anual es de 400 a 800 mm.

## Demografía
En 2020 registró una población de 3294 personas, lo que corresponde al 1.05 % de la población municipal. De los cuales 1572 son hombres y 1722 son mujeres. Cuenta con un preescolar, una primaria y una secundaria técnica.
| Gráfica de evolución demográfica de El Huixmí entre 1910 y 2020 |
|                                                                 |
| Población registrada por los censos y conteos del INEGI.        |

## Cultura
Cada año se realiza la feria ejidal y patronal en honor a San Isidro Labrador, siendo el 15 de mayo el principal día.